# قانون الاقتصاد الدولي
القانون الاقتصادي الدولي هو ذاك الفرع من القانون الدولي الذي ينظم سلوكيات الدول والمنظمات والشركات الدولية التي تعمل على نطاق دولي. القانون الاقتصادي الدولي، بصفته نظامًا فرعيًا من القانون الدولي، يستوعب المجالات التالية:
- اتفاقيات التكامل الاقتصادي الإقليمي، مثل الاتحاد الأوروبي والأسيان وغيرها من منظمات التجارة الإقليمية،
- القانون والتنمية الدولية والتنمية الدولية،
- التحكيم التجاري الدولي،
- قانون الملكية الفكرية الدولي
- تنظيم الأعمال الدولية،
- قانون التجارة الدولية،

قانون الضرائب الدولي
- أوجه القانون البيئي الدولي،[1]